# Cimadevilla

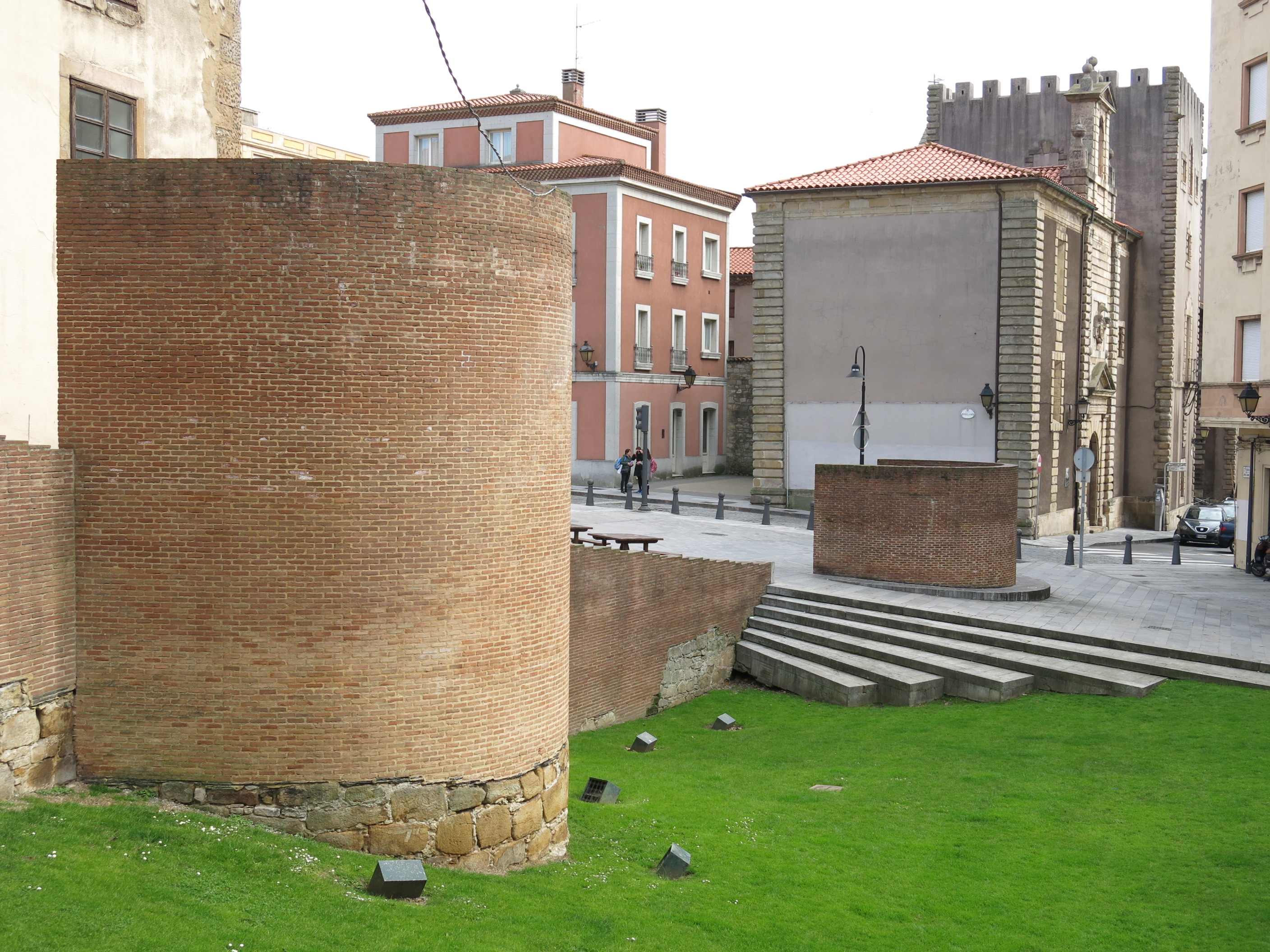
Muralla romana

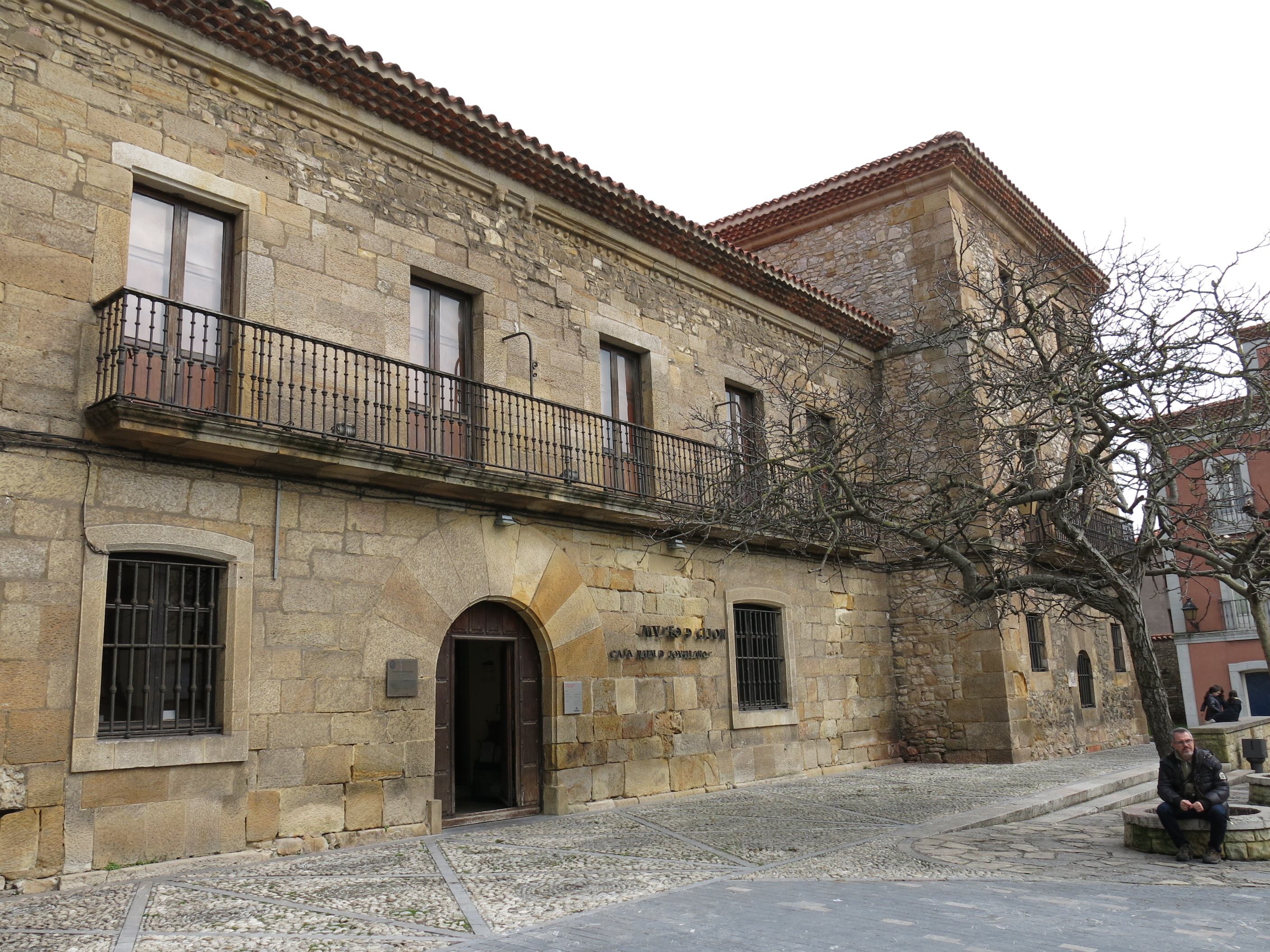
Museo Jovellanos

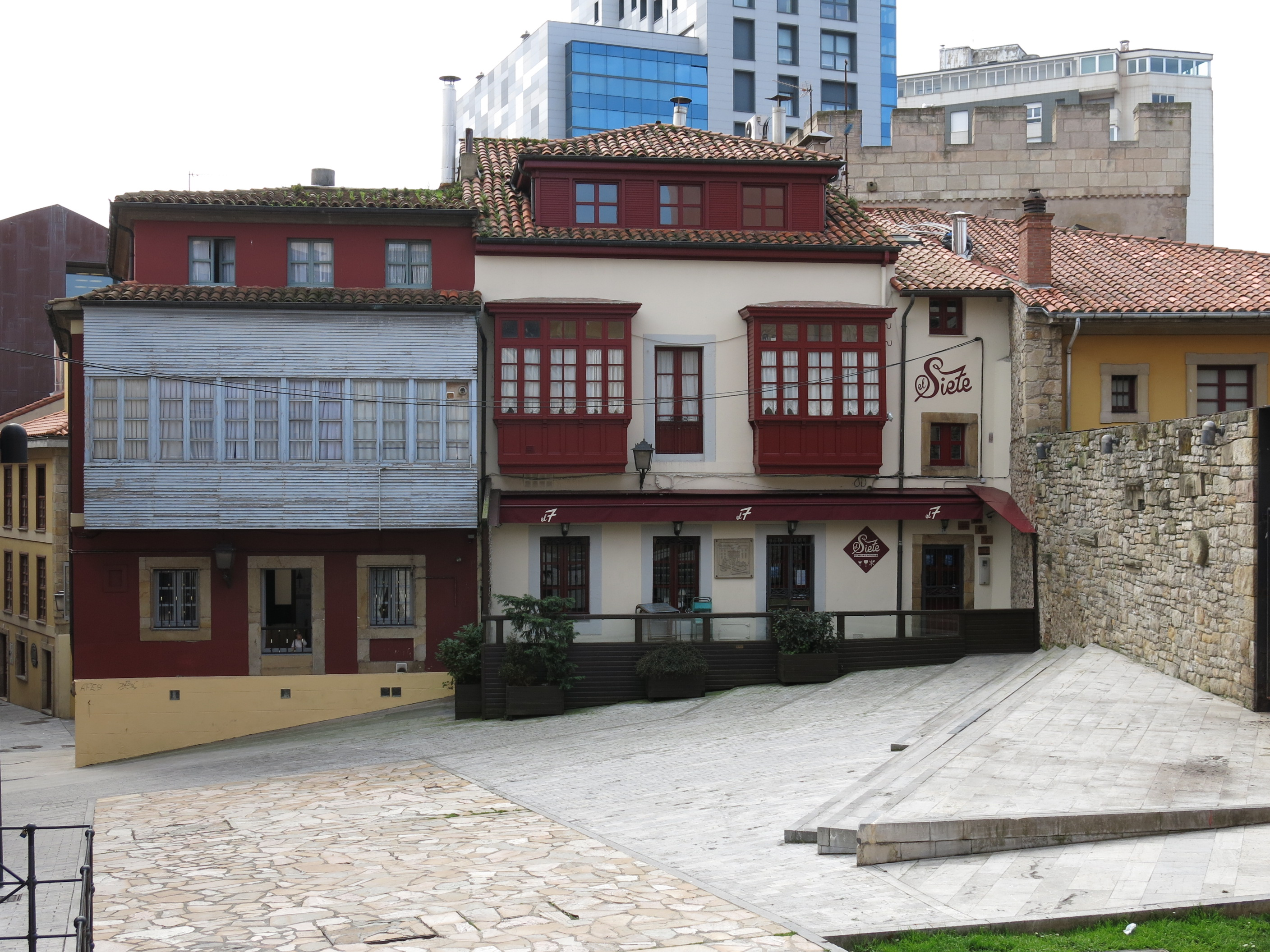
Casas en Cimadevilla

Cimadevilla (en asturiano y oficialmente Cimavilla) es un barrio del distrito centro de la ciudad asturiana de Gijón (Principado de Asturias, España). Se trata del área más antigua de la ciudad, de origen romano, conservando también la estética de barrio de pescadores del siglo XIX. 

## Descripción
El barrio está ubicado íntegramente en el cerro de Santa Catalina, península que se adentra en el mar Cantábrico y separa al Puerto Deportivo de Gijón (oeste) y la playa de San Lorenzo (este). Cimadevilla, junto con Laviada y su único barrio limítrofe, El Centro, conforma el distrito centro de la ciudad. Es uno de los barrios menos poblados de la ciudad, con 2 701 habitantes en 2018. Su relevancia está en su configuración como casco antiguo de la ciudad, albergando gran parte de los monumentos y reclamos turísticos de la localidad. También destaca el interés hostelero de la zona, con multitud de establecimientos y locales de ocio nocturno.

### Transportes
Debido a la morfología irregular del barrio, las comunicaciones de Cimadevilla con el resto de la ciudad son principalmente peatonales, siendo beneficiadas por la prácticamente completa peatonalidad del barrio. Aun así existen algunos accesos rodados al barrio habiendo incluso un aparcamiento público en la parte alta del cerro.
No hay líneas de transporte público, aunque la operadora de autobuses urbanos Emtusa planea instalar una red circular de microbuses que discurra por la plaza del Humedal y otros puntos de El Centro.

## Historia
Se ubica en el cerro de Santa Catalina. La denominación de esta península se debe a la presencia en el cerro de la antigua Capilla de Santa Catalina, sede de la "Cofradía del Gremio de Mareantes de Santa Catalina", cuya patrona era Santa Catalina.  Este gremio era el más antiguo y también más poderoso de Gijón. Pertenecía a la "Hermandad de las Marismas", de la que dependían las Cofradías de Mareantes, que adquirieron gran preponderancia en los siglos XIII y XIV, y que se regían por un reglamento, común a todos los pueblos del Cantábrico. Al ser esta capilla reconvertida en el siglo XIX en polvorín, la cofradía de los mareantes se trasladó a la capilla de La Soledad. 
El cerro militar fue levantado en el siglo XVII para proteger la costa gijonesa de los ataques piratas y corsarios. Fue recuperado y musealizado en 1997. Previamente, Cimadevilla había sido ocupada por los pobladores locales bajo la administración romana, una vez que se trasladaron del oppidum Noega en época flavia. Los restos de esta época son las Termas de Campo Valdés, la muralla romana que contaba con unas 30 torres, un reservorio de agua en la actual plaza enfrente de la Casa Natal de Jovellanos y un aljibe en el patio interior de la Tabacalera.
El cerro quedaba aislado al subir la marea. Esto hizo de Cimadevilla una plaza fuerte de cierta importancia, hasta su destrucción durante el segundo asedio de Gijón de la guerra entre Enrique III, futuro primer Príncipe de Asturias, y su tío Alfonso Enríquez, Conde de Noreña y Gijón. La construcción, a partir de comienzos del siglo XVI, de un puerto comercial en el fondeadero situado al oeste, transforma al barrio en lugar de residencia de marineros y causa la expansión de la ciudad hacia el sur. 
En 1670 se inaugura el convento de las Agustinas Recoletas, que de 1843 a 2002 servirá como fábrica de tabacos, uno de los elementos más dinámicos del barrio hasta su cierre.
En 1985, las viviendas de la zona fueron rehabilitadas en su mayor parte por el arquitecto Francisco Pol, que también transformó el puerto viejo en puerto deportivo, además de realizar peatonalizaciones y plazas.Desde entonces es una de las zonas más concurridas de la ciudad, con varios centros culturales y locales hosteleros. La parte alta del mencionado cerro se convirtió a partir de 1982 en un parque tras la compra de los terrenos militares por parte del Ayuntamiento. El cerro es coronado por la escultura Elogio del Horizonte (1990), obra del artista Eduardo Chillida.

## Equipamientos
A pesar de su antigüedad y reducido tamaño, Cimadevilla tiene algunos equipamientos destacables:
- Deportes: En el ámbito deportivo el barrio está bordeado por el Puerto Deportivo de Gijón, con varias instalaciones para practicar deportes acuáticos y por el Real Club Astur de Regatas, que incluye una piscina privada. El resto del barrio presenta dos instalaciones ubicadas a la altura de la Batería Vieja, en lo alto del Cerro. Estas instalaciones son un polideportivo cubierto de madera con una cancha de balonmano y canastas de baloncesto y un skatepark, única instalación para la práctica del deporte en el concejo aparte de una con menos infraestructura en el Parque de los Pericones, suele estar frecuentado por grupos juveniles.[16]

- Educación: Existen dos centros educativos privados: El CES San Eutiquio La Salle, donde se imparte Bachillerato y Formación Profesional[17] y el Colegio Santo Ángel de la Guarda (1880), ubicado en el Palacio Valdés donde se imparte Educación Infantil, Primaria y ESO.[18] También existe el Colegio Público Honesto Batalón, en un edificio racionalista diseñado por José Avelino Díaz.
- Cultura: La Antigua Tabacalera contará con una pinacoteca municipal y otros espacios culturales y sociales. La apertura total del espacio no será antes de 2024.[19] El palacio de Revillagigedo y la Antigua Rula se usan como centro de exposiciones. La asociación de vecinos tiene su sede en la «Casa el chino», llamada así por la nacionalidad de su anterior propietario.[20]

- Administración municipal: En la zona sur del barrio se hallan la Casa consistorial y el Edificio Administrativo Antigua Pescadería, principales sedes del Ayuntamiento de Gijón.

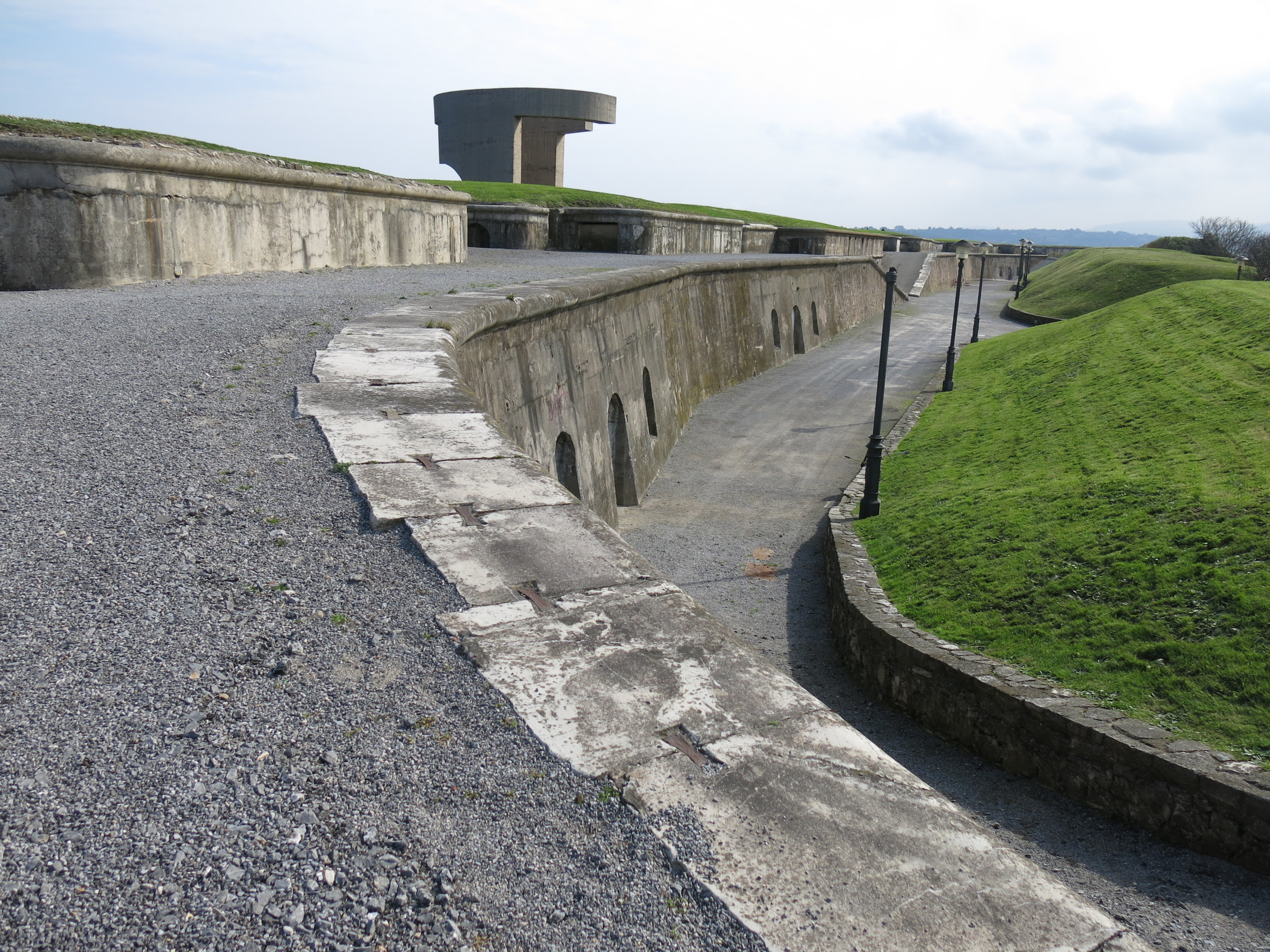
La Batería Alta de Santa Catalina con el Elogio al fondo.

- Parques y zonas verdes: La única zona verde destacable es el Parque del Cerro, que contiene a El Elogio así como las antiguas baterías defensivas en la parte alta. También tiene una explanada que sirve como auditorio y un parque infantil así como caminos y zonas de esparcimiento. Detrás del polideportivo y del skatepark hay una desconocida "playa" en el acantilado que presenta un difícil aunque acondicionado acceso.

## Lugares de interés
- Cerro de Santa Catalina, baterías y Elogio del Horizonte
- Iglesia de San Pedro
- Muralla y termas romanas
- Casa natal de Jovellanos
- Palacio de los Jove Huergo
- Casa Paquet y Árbol de la sidraPalacio de Valdés

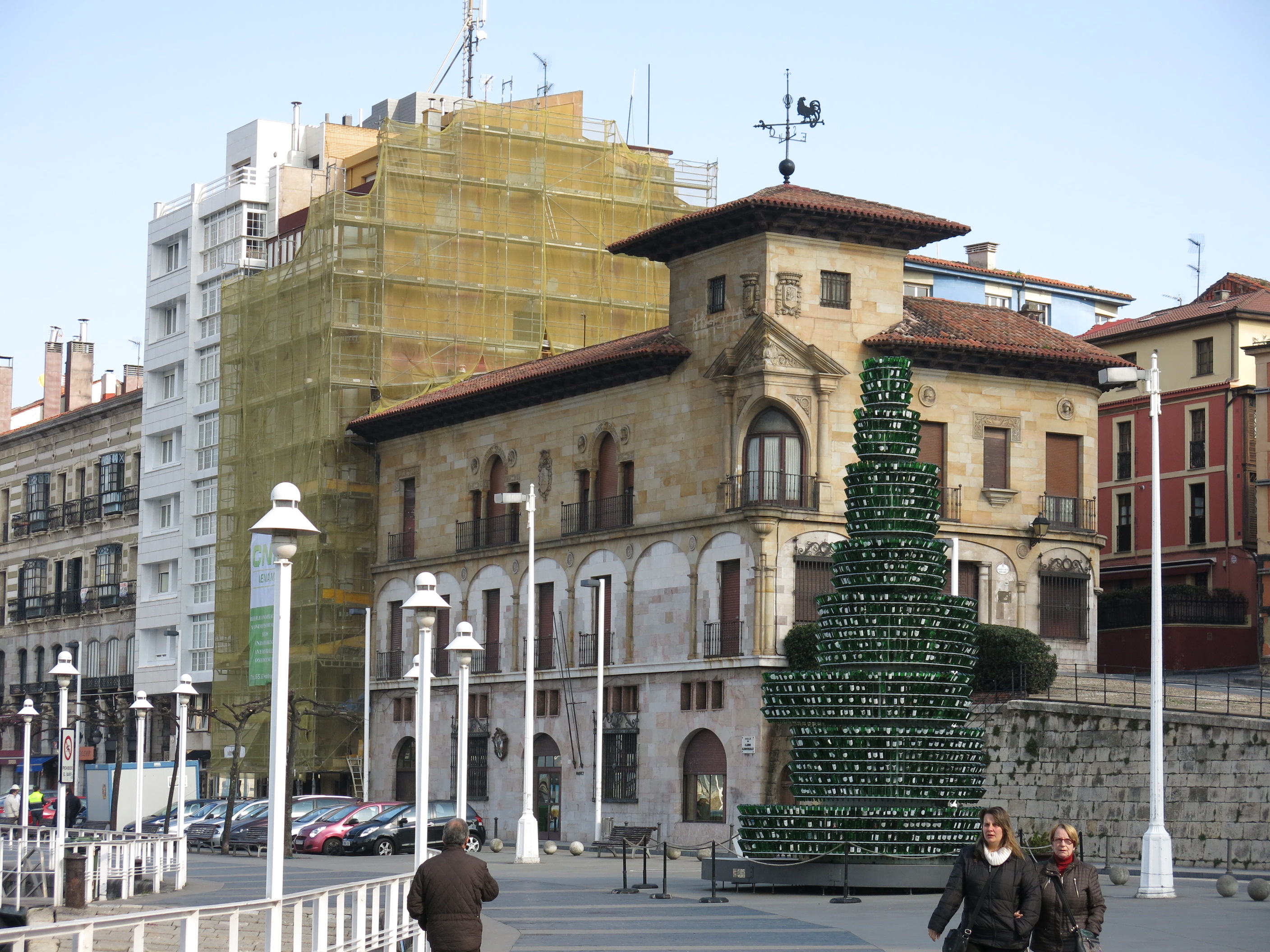
Casa Paquet y Árbol de la sidra

- Palacio de Revillagigedo y colegiata de San Juan
- Monumento a Pelayo
- Casona de los Ramírez de Jove
- Capilla de La Soledad
- Torre del Reloj
- Real Club Astur de Regatas
- Casa Consistorial
- Plaza Mayor
- Antigua Pescadería Municipal

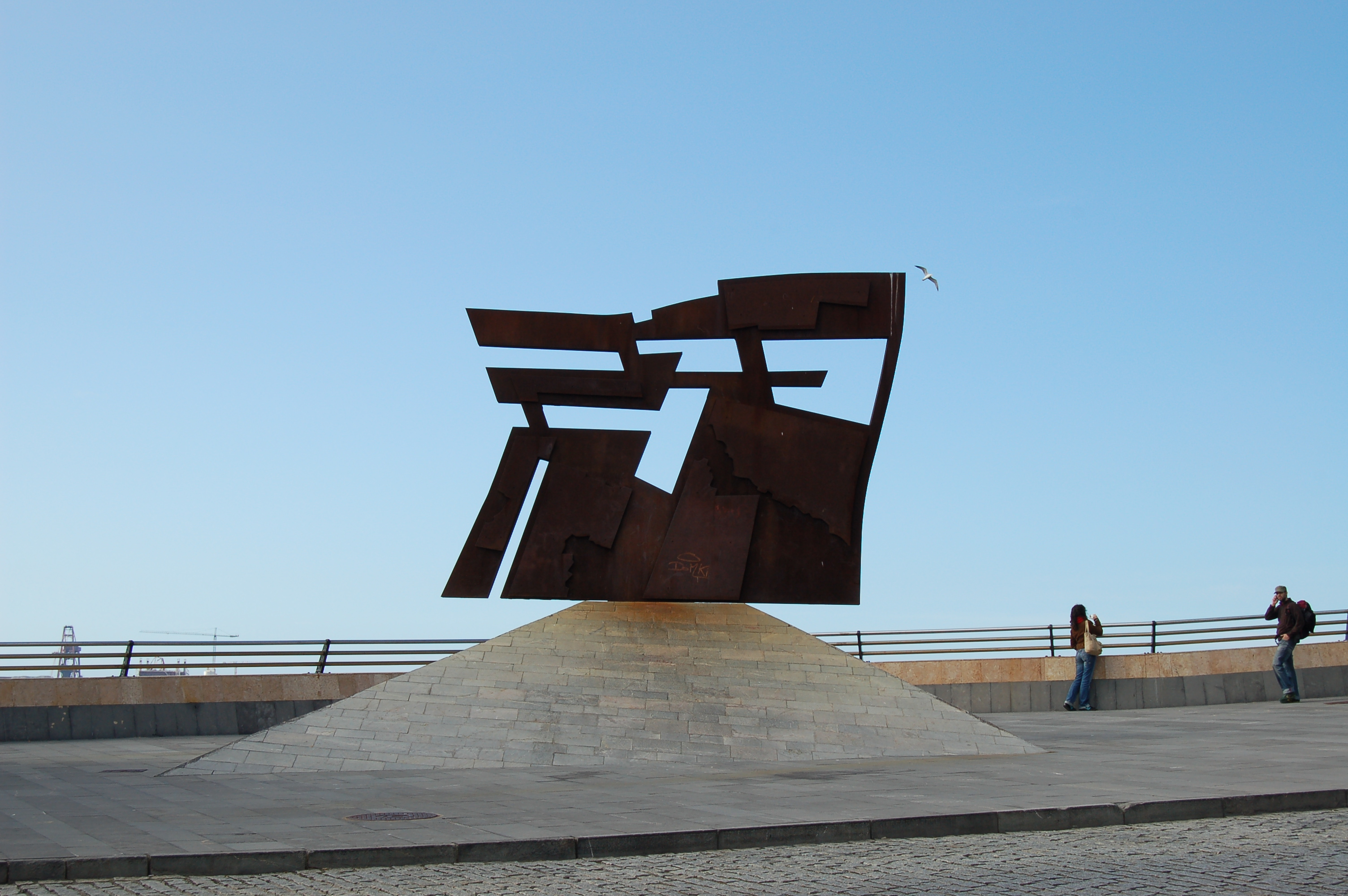
Escultura Nordeste

- Escultura NordesteMonumento Nordeste, de Joaquín Vaqueros
- Casa Paquet (oficina de turismo)
- Cuesta del Cholo
- Puerto Deportivo de Gijón
- Jardines de la Reina
- Antigua Tabacalera
- Homenaje a Rambal